# مارثا فيرو
مارثا فيرو هي لاعبة شطرنج إكوادورية، ولدت في 6 سبتمبر 1977 في كينغستون في الولايات المتحدة.

## وصلات خارجية
- مارثا فيرو على موقع الاتحاد الدولي للشطرنج (الإنجليزية)
- مارثا فيرو على موقع مباريات الشطرنج (الإنجليزية)
- مارثا فيرو على موقع 365Chess.com (الإنجليزية)
- مارثا فيرو على موقع Chesstempo.com (الإنجليزية)
- مارثا فيرو على موقع الاتحاد الأمريكي للشطرنج (الإنجليزية)
- مارثا فيرو سجل أولمبياد الشطرنج على موقع OlimpBase.org (الإنجليزية)
- مارثا فيرو سجل أولمبياد الشطرنج للسيدات على موقع OlimpBase.org (الإنجليزية)